# Ḧ
O Ḧ (minúscula: ḧ) é uma letra do Alfabeto Latino usada em algumas línguas. Consiste em um "H" com um trema.
A letra raramente é usada no alfabeto curdo Kurmanji.  Lá, ele é usado para transliterar a letra Soranî correspondente: "ح" (Ḥāʾ).  Este som não ocorre em curdo propriamente dito, mas só é usado em palavras estrangeiras, por isso a letra é muito rara.

## Codificação
O Unicode é possível colocar "Ḧ" com os códigos U+1E26 (para Ḧ) e U+1E27 (para ḧ) .
Já no TeX, é possível colocar "Ḧ" com os comandos \"H (Caixa Alta), e \"h (Caixa baixa).